# 二澳碼頭
二澳碼頭（英語：Yi O Pier）是香港的一個碼頭，位於大嶼山二澳。
根據土地登記冊，該碼頭較東一部分業權歸於「Greenhouse Ltd」。

## 歷史
根據衛星圖的圖像及政府資料，二澳碼頭的建成年份推估為1963年或之前。
2021年7月22日，政府批准興建二澳新碼頭，項目則名為「二澳碼頭改善工程」，並由吉裕建築承辦。

## 碼頭改善工程

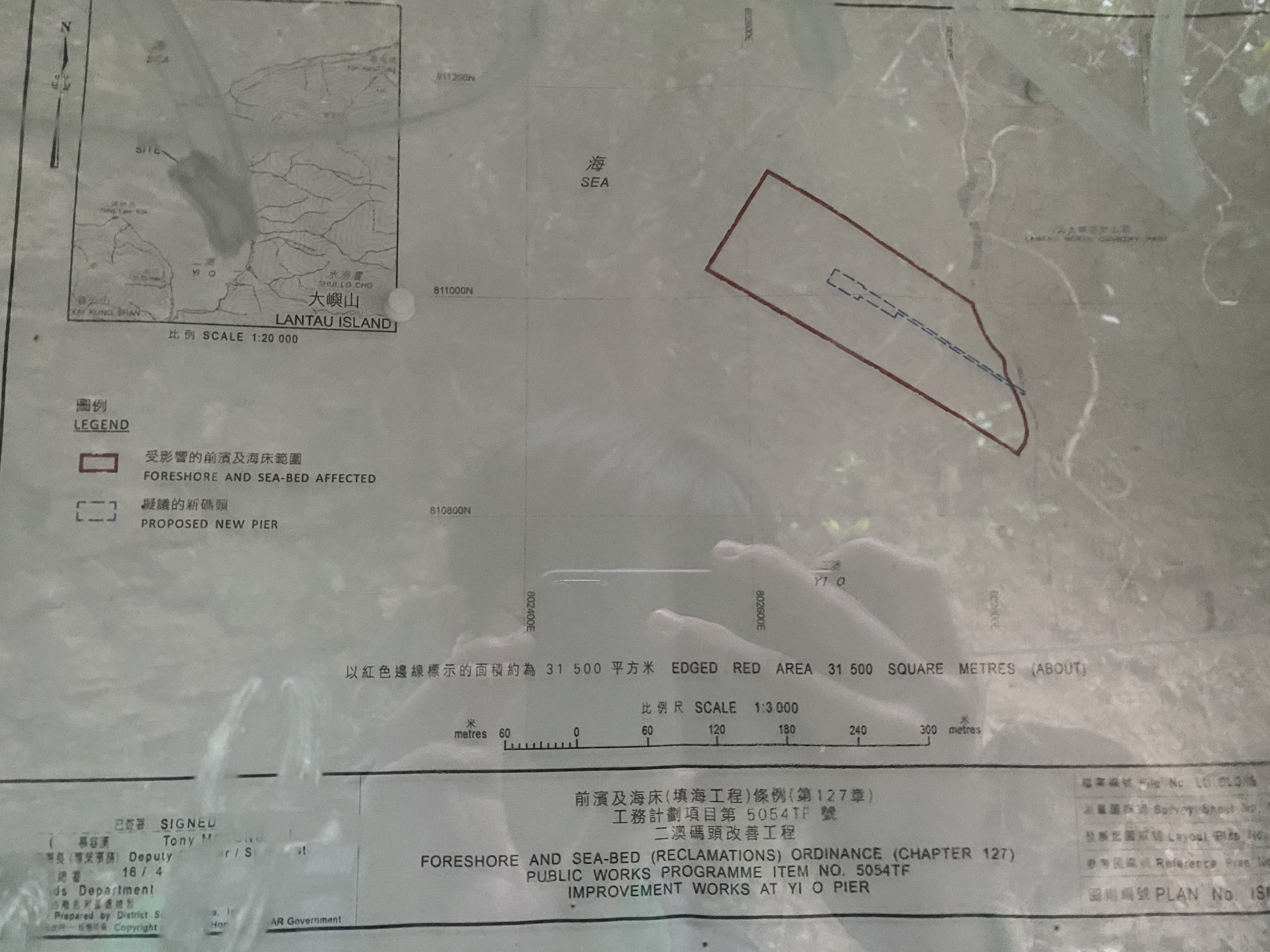
改善工程之計劃圖，刊於鄰近政府告示版

2022年8月8日，土木工程拓展署與吉裕建築工程有限公司簽署為期30個月的工程合約，工程內容為於現有碼頭北方興建設兩個泊位、設上蓋的新碼頭，預計造價為1億2,850萬元。